# Atoyac (Veracruz)
Atoyac  è una municipalità dello stato di Veracruz, nel Messico centrale, il cui capoluogo è la località omonima.
Conta 22.986 abitanti (2010) e ha una estensione di 122,65 km². 	 	
Il significato del nome della località in lingua nahuatl è acqua corrente.